# Marco Zanni

Marco Zanni (Lovere, 11. srpnja 1986.) talijanski je političar i zastupnik talijanske parlamentarne stranke Lige u Europskom parlamentu.

## Životopis
Marco Zanni rođen je u Lovereu, blizu Bergama, 1986. godine. Diplomirao je administrativno poslovanje na Sveučilištu Bocconi u Milanu, a zatim je započeo poslijediplomski studij na ESADE Business School u Barceloni. Nakon završetka poslijediplomskog studija zaposlio se u Banci IMI, talijanskoj investicijskoj banci.
U svibnju 2014. kandidirao se na izborima za Europski parlament za populistički i euroskeptični Pokret pet zvjezdica. Izabran je u izbornoj jedinici za sjeverozapadnu Italiju, sa 16.940 preferencijalnih glasova.
Dana 11. siječnja 2017., nakon neuspjelog pokušaja M5S da se pridruži liberalnoj skupini ALDE, Zanni je napustio pokret pridruživši se desničarskoj skupini Europa nacija i slobode (ENF). Dana 15. svibnja 2018. postao je član Lige, desničarske populističke stranke na čelu s Matteom Salvinijem.
Zanni je ponovno izabran za zastupnika Europskog parlamenta na europskim izborima 2019. godine, s 18.019 preferencijalnih glasova. Izbore je karakteriziralo snažno propagandno djelovanje Lige, koja je postala najpopularnija stranka u Italiji, s osvojenih više od 34% glasova. Dana 13. lipnja imenovan je predsjednikom desničarske parlamentarne skupine Identitet i demokracija (ID).